# Skräckskåpet (utställning)
Skräckskåpet var en vandringsutställning som producerades av den statliga myndigheten Riksutställningar och turnerade över stora delar av Sverige mellan åren 1988 och 1993. Den var avsedd att placeras på bibliotek och målgruppen var mellan- och högstadiet.

## Bakgrund
Skräckskåpet var en fortsättning på Riksutställningars samarbete med Svenska Filminstitutet, som 1984 hade resulterat i Cinemaskåpet – en utställning om Robin Hood.

## Tema
Skräckskåpet handlade, precis som namnet antyder, om känslor och upplevelser som kretsade kring begreppet skräck. Grundidén byggde på ett liknande koncept som Cinemaskåpet. Bland annat handlade det om: 
- Jämförelse mellan olika medier, texter, stillbilder, rörlig bild.
- Upplevelse med hjälp av föremål och modeller.
- Använda en handledning för att ge impulser till ungas eget skapande.
- Ge en utgångspunkt för att diskutera angelägna och ibland obehagliga ämnen skolan.[4]

### En studie i skräck
Utställningens fullständiga namn var Skräckskåpet – en plats för rysliga fantasier. Så här inleddes utställningskatalogen:
Att känna skräck är en del av människans liv, det finns inga kulturer som har existerat utan skräck, fruktan. Däremot har olika samhällen under olika epoker givetvis varit mer eller mindre präglade av rädsla. Och människor har förstås varit rädda för olika saker. Det kan vara intressant att veta, att enligt skräckforskare har de kulturer som minst präglats av fruktan, ofta funnits i tropiska klimat med mycket föda och därför mycket fri tid. Det har också varit i kulturer där man sällan eller aldrig tävlat om olika saker, och där män och kvinnor varit jämlika, både med varandra och sinsemellan./…/
Längre ner i texten:
/…/Skräcken för det som är annorlunda och främmande är universell och kan förklara många stamfejder och krig. Och krigen i sig väcker också en berättigad fruktan för de onda sidor som då släpps lös hos människan./…/Nuförtiden skräms vi också av tämligen nya företeelser som vi själva skapat, och som vi är rädda att förlora kontrollen över. Exempel på det är den tekniska utvecklingen, miljöförstöringen, biltrafiken, kapprustningen och atomkraften, datorutvecklingen och genmanipulation. Därför handlar många skräckhistorier och bilder idag om dessa saker. Människor har också alltid varit rädda för hot som kommer inifrån dem själva. Man kan bli skräckslagen inför egna starka känslor som man inte kan behärska; känslor av ilska, övergivenhet och otillräcklighet. Man fruktar att de starka känslorna ska ta över och att följden då kan bli ett inre kaos./…/

## Produktion
Skräckskåpet var en tornliknande skapelse med spetsigt tak, som tillverkades i två exemplar. Bygget hade drakvingar, fönster, utdragbara lådor och knappar som gick att trycka på. Inuti skåpet fanns bland annat ett hårigt kranium och stålklädda skor som besökaren kunde känna genom att sticka in armen. En inbyggd tv-skärm med videobandspelare visade hur det gick till att förvandla skådespelare till varulvar i filmbranschen. Skåpets totala yta var 5 kvadratmeter, volymen 1,3 kubikmeter och fraktvikten 165 kilogram. Den totala utställningsytan som skåpet krävde på plats anges till 15 kvadratmeter.

### Film-Frankensteinförbud
Tanken från början var att tv-rutan i Skräckskåpets ena sida skulle visa exempel på skräck med utdrag ur tre skräckfilmsklassiker som exempel: Frankenstein (1931), Dr. Jekyll och Mr. Hyde (1931) och The shining (1980). Det hela gick om intet eftersom filmbolagens upphovsrätt satte stopp för visningen. 

Elisabet Helge vid Svenska Filminstitutet förklarar situationen i ett brev till Inger Hammer, utställningens producent:
Av helt och hållet juridiska skäl, dvs de har skrivit i kontrakten med distributörerna/producenterna utomlands att de inte ska exploatera filmerna till något annat än det de har i sina kontrakt, och även om detta ändamål kan tyckas falla under rubriken ’pedagogiskt och okommersiellt nyttjande’ så går det alltså inte att tänja kontraktsöverenskommelserna längre.
Till Skräckskåpet producerades en svartvit affisch i A3-format och även en handledning. Dessutom togs ett häfte fram av Svenska filminstitutets barnfilmavdelning: ”Samtal med mellanstadiebarn om våld, skräck och rädsla”. Häftet innehöll en studieplan med förslag till filmer på temat skräck.

### Produktionsteamet

#### Research och manus
- Margareta Norlin

#### Formgivare
- Jane Crisp

#### Layout katalog
- Tom Martinsen

#### Ansvarig representant Svenska filminstitutet
- Elisabet Edlund

#### Tekniker
- Jane Bengtsson
- Allan Nilsson

#### AV-tekniker
- Sten Notsjö

#### Turnéläggare
- Inger Hammer

#### Producent
- Inger Hammer

## Turné
De två exemplaren av Skräckskåpet reste 1988 till 1993 de flesta landsändar i Sverige. Minst ett 70-tal orter besöktes och här nedan listas några av orterna med utställningsplats och datum:

### 1990
- Stockholm, Folkets hus 12/8-17/8 (Skräckskåpet II)[11]
- Sundsvall, Folkets hus 27/8-9/9 (Skräckskåpet II)[11]
- Tumba, Botkyrka kultur och fritid 27/8-31/12 (Skräckskåpet I)[6]
- Visby, Gråbobiblioteket 17/9-14/10 (Skräckskåpet II)[11]
- Värnamo, Värnamo kommunbibliotek 22/10-4/11 (Skräckskåpet II)[11]

### 1991
- Uppsala, Gottsundabiblioteket 7/1-3/2 (Skräckskåpet I)[6]
- Vänersborg, Biblioteket i Vargön 26/8-13/10 (Skräckskåpet I)[12]
- Lammhult, Lammhults bibliotek 11/2-9/6 (Skräckskåpet I)[6]
- Lilla Edet, Lilla Edets bibliotek Fuxernaskolan 21/10-17/11 (Skräckskåpet I)[12]
- Ljungby, Ljungby bibliotek 25/11-31/12 (Skräckskåpet I)[12]

### 1992
- Lund, Lunds stadsbibliotek 7/1-29/2 (Skräckskåpet I)[12]
- Vetlanda, Vetlanda bibliotek 9/3-22/3 (Skräckskåpet I)[12]
- Halmstad, Söndrums bibliotek 30/3-26/4 (Skräckskåpet I)[12]
- Ronneby, Ronneby stadsbibliotek 4/5-14/6 (Skräckskåpet I)[12]
- Forshaga, Forshaga bibliotek 19/10-1/11 (Skräckskåpet I)[6]

### Bland övriga orter
- Alby
- Alingsås
- Borlänge
- Bromölla
- Degerfors
- Ekerö
- Eksjö
- Eskilstuna
- Falun
- Fittja
- Forserum
- Garpenberg
- Gislaved
- Gustavsberg
- Gustavslund
- Habo
- Hallunda
- Haparanda
- Helsingborg
- Hyltebruk
- Ingelstad
- Järpen
- Jönköping
- Kalix
- Karlshamn
- Karlstad
- Klippan
- Kungälv
- Landskrona
- Ljusdal
- Lycksele
- Malmö
- Norrtälje
- Nynäshamn
- Nässjö
- Oxelösund
- Skoghall
- Staffanstorp
- Storvreta
- Sundbyberg
- Svenstavik
- Sävsjö
- Tanumshede
- Teleborg
- Täby
- Ulricehamn
- Vaggeryd
- Varberg
- Vårgårda
- Vårsta
- Västervik
- Västerås
- Älvsbyn
- Ängelholm
- Öckerö
- Örkelljunga
- Östersund

## Reaktioner
Ordets makt 1988:
/…/Det ser ju inte klokt ut! tänker jag och går närmare. Som ett slags mutation mellan en rödsvart rymdraket och en fladdermus. Ett förskräckligt skåp, helt enkelt. – Vi kallar det för Skräckskåpet, överförtydligar Inger [Hammer] och sätter in kontakten i väggurtaget. Nyfiket börjar jag utforska lådor, knappar, små skåp och alla mystiska detaljer. Trevande, sakta för jag in min hand i ett pälsklätt svart hål. – WAAAH! Kvickt ut med handen. Är alla fingrar i behåll?/…/Om man tittar på skräckskåpet från några meters håll ser sidan ut som gaveln på ett övergivet hus om natten. En skräckinjagande husgavel som liknar ett ondskefullt grinande ansikte. Som i en mardröm. Fönstren blir till brinnande ögon och alla utdragsskivor i skåpet ser ut som en mun med tänder. När jag drar ut en av utdragsskivorna grinar ruskiga bilder på skelett och blodtörstiga vampyrer emot mig. Bilden av en man med utstickande ögon som ska skära halsen av sovande barn, får mig snabbt att skjuta igen skivan. Att bilder kan påverka en så!/…/
Gotlands Allehanda, 1990-08-28:
/…/Vad det handlar om är en mycket annorlunda utställning på temat skräck. Utställningen består av en svart skåpliknande tingest som innehåller diverse saker. En av sakerna är en monitor där man kan få titta på sekvenser ur skräckfilmer. Det är filmsnuttar som man inte behöver blir så hemskt skrämd av./…/

Gotlands Tidningar, 1990-08-28:
Skräck har i alla tider fascinerat oss människor. Ett sätt att hantera skräcken är att fantisera och framkalla hemska bilder och historier. Något som många konstnärer, författare och filmskapare gör. Genom fantasins hjälp kan vi bemästra skräcken. Vi kan också möta den genom att läsa böcker, se filmer eller titta på bilder. På detta sätt vågar vi bli rädda, eftersom vi vet att det inte är på riktigt. Skräck är också temat i utställningen Skräckskåpet som visas i Gråbobiblioteket i Visby två veckor framåt. Arrangör är Riksutställningar./…/I hål i skåpet kan besökaren sträcka in handen eller foten och få de mest skilda sinnesupplevelser. Ett hårigt huvud eller en råtta? Något mjukt, oformligt nuddar vid huden, vad är det? Känslan av osäkerhet gör att vi tycker det är obehagligt, men samtidigt spännande.
Jönköpings-Posten, 1992-01-30:
I Forserums bibliotek visas nu en skräckutställning kallad Skräckskåpet. Riksutställningar har producerat skåpet i samarbete med Svenska filminstitutet Utställningen, som är öppen för allmänheten, har besökts av skolungdom. I skåpet får man titta, känna, läsa, lyssna och fantisera. Barnen får som avslutning rita bilder på vad de upplever som otäckt. Teckningarna kommer att ställas ut på biblioteket.
Smålands-Tidningen, 1989-09-20:
Skräcklådan har anlänt och den gör verkligen skäl för namnet. I den bjuds man på rysare av värsta slag./…/Skräcklådan har skapat diskussioner på flera bibliotek. – Det finns ett behov at skräck och det måste man erkänna. Det är också viktigt att medvetandegöra ungdomen på skillnaden mellan våld och våld. Det finns både konstnärligt och spekulativt, kommersiellt våld./…/Skräcklådan visade sig redan första dagen bli oerhört poplulär i Sävsjö. I anslutning till lådan finns böcker placerade där man kan fördjupa sig i ämnet./…./
Smålands-Tidningen förmedlade några år senare en kritisk åsikt, 1992-03-07:
/…/– Alla har behov av skräck men jag är faktiskt lite tveksam till Riksutställningarnas skräckskåp, säger Jan Engström vid biblioteket. Han menar att den är gjord på vuxnas villkor, den otäcka scen som visas skall ses tillsammans med en vuxen för att barnen inte skall skrämmas. – Vi har sladdarna urdragna när vi inte kan bevaka att barn går fram och ser filmen.
Värmlands Folkblad, 1989-11-25:
Äckliga, ludna föremål, dödskallar, gastkramande, gnisslande ljudeffekter, skrämmande spökkläder. Huamej en sån läskig skräckutställning bibliotekets barnavdelning visar just nu./…/

### Besökarnas reflektioner
Den yngre publiken uppmanades reflektera över sina upplevelser under besöket vid Skräckskåpet. Det resulterade bland annat i deras egna teckningar och berättelser där en del finns bevarade i Riksutställningars arkiv. Berättelserna är uppenbart skrivna av unga, okända, författare och präglas av både våld och humor.

#### Fartfylld vampyrhistoria
”Duuusan alla vampyrer!”
Jag heter GRRBANG och är en vanpyr. Nu ska jag berätta en spökhistoria för er. Det var en gång en liten flicka som hette Stina. Hon skulle bo hos sin mormor i ett par dar. När hon skulle gå hem tog hon en genväg genom kyrkogården. Efter en stund hörde hon steg efter sig hon började springa. Det som kom bakom henne började också springa. När hon kom till en grind kände hon en hand på akslen. Stina vände sig om.
Det var mormor som kom med väskan som hon hade glömt.
GRRBANG

#### Kort spökbetraktelse
Det var ett spöke på kyrkogården som sa buuu!
Hoppas att det inte var du!
Från kusliga MIG!

#### Våldsam spökdikt
Det var en gång ett spöke
som bodde i ett kloster
varje dag det var kallt
Trollet frös och hade det kallt
Han skrämde barn
och snöt sig i havreflarn
tills en dag
då spöket försvann
i fjärran önskeland
Han önskade sig ett barn
som han kunde äta och ha kul med
Det dagen gick han till en smed
och beställde en dubbelyxa
som han kunde klyva barnets huvud med
Den dagen gick han ner i jordens mörkaste källa
och fångade barnet i en fälla
Sen åt han upp barnet med hull och hår
Den dagen fällde han en glädjetår
Henrik -88

#### Blodig skräckhistoria
Spöknatten!
Jag var ensam hemma. Jag tittade på ett barnprogram. Plötsligt började det susa i tv:n och i bakgrunden kunde jag höra en gubbe som pratade. Han sa: ni måste akta er för ett lik har rymt ifrån kyrkogården. Sedan hörde jag inte mer. Jag tänkte att det vara var ett skämt eller en teater eller något sånt. Min mamma var på jobbet och min pappa var och handlade. Det var ganska mörkt ute när jag hörde att det knackade på dörren. Jag sprang snabbt och öppnade dörren för jag trodde naturligtvis att det var pappa men när jag öppnade dörren stog inte pappa där utan ett lik. Jag lade av ett illtjut sedan vet jag inte vad som hände.
[Texten illustrerad av en blyertsteckning av en människogestalt som fått örat avkapat och som är omgiven av ordet "BLOD" i ett tiotal varianter och storlekar.]

#### Om vampyrmaskar
(Som en av de yngre författarna verkar ha fått hjälp av en vuxen att skriva ner på baksidan av en kritteckning av en gul monstergestalt.)
Skräckdagen
Det var en gång en flicka som åkte på ett tåg. Då kom en liten mask. Den masken förvandlade sig till en vampyr.
Då svimmade flickan. Vampyren rev flickan överallt så blodet sprutade.
Just då vaknade flickan. Hon hade också förvandlat sig till en vampyr.
Efter detta blodbad förvandlades bägge två till maskar.
Tro det eller ej… Men maskarna kröp inte iväg… De flög iväg.

#### Om när prästen vände sig till djävulen
Det här är när djävulen kom till byn. Det började då Nikolaus ljugit för prästen då han hade tagit godis från en snorunge. Prästen hade sett detta. Då gick prästen till djävulen och sa ta sönder byn och ge mig blodet av Nikolaus. Slut.
[Illustrerad med en kritteckning av ett huvud med lila och blått hår med blod droppande från röda läppar.]

## Ekonomi

### Budget
Kostnaden för att producera Skräckskåpet fastställdes till 121 200 kronor för första exemplaret. Riksutställningar skulle betala 61 200 kronor och Svenska filminstitutet 60 000 kronor. Exemplar nummer två beräknades kosta 35 000 kronor att framställa.

### Skåphyra
Mottagarna, de lokala utställarna, betalade från 375 kronor till 550 kronor för 14 dagar i skåphyra. Skräckskåpet kunde också hyras terminsvis för 1 800 till 3 300 kronor.

### Försäkring
Försäkringsvärdet för Skräckskåpet I angavs till 75 000 kronor.

### Skräckböcker för yngre
- En spökhistoria vid jul. Chares Dickens. http://libris.kb.se/bib/7235688
- Flygande holländaren. Frederick Marryat. Illustrationer Tjeerd Ackema. http://libris.kb.se/bib/349620
- Häxorna (1984). Roald Dahl. Översättning Meta Ottosson. Illustrationer Quentin Blake. http://libris.kb.se/bib/7421229
- Klassiska spökhistorier (1988). Valda och illustrerade av Charles Keeping. http://libris.kb.se/bib/7401301
- Kvinnan som var gift med en varulv och andra folksägner (1985). Återberättade av Bengt af Klintberg, Illustrationer Ewa Östergren. http://libris.kb.se/bib/7668446